# 门罗 (华盛顿州)
门罗（Monroe）是美国华盛顿州斯诺霍米什县的一个城市。它位于喀斯喀特山麓的Skykomish河、Snohomish河和Snoqualmie河的交汇处，西南距西雅图约30英里（48公里）。截至2010年的人口普查，门罗的人口为17,304，2019年估计为19,776。
门罗最初成立于1864年，当时是Park Place镇，坐落在Tulaco Valley几个现有定居点之间的河流汇合处。该镇的位置以前是Skykomish原住民使用的贸易站。Park Place在1890年改名为门罗，以纪念美国总统詹姆斯·门罗（James Monroe），并向东北移动，靠近建于1892年的大北方铁路（Great Northern Railway）的铁轨。门罗于1902年成立，并建有一个主要炼乳厂和州教养院。
门罗在20世纪末变成了一个睡城郊区，为往返于埃弗雷特、西雅图和Eastside的通勤者提供服务。它是门罗监狱的所在地，监狱在1998年合并了原来的感化院。门罗每年夏末也举行长青州博览会（Evergreen State Fair）。这座城市位于美国2号公路和华盛顿州522号公路的交汇处，这两条公路在20世纪后期进行了扩建，以服务通勤者。

## 資料來源
1. ↑  . United States Census Bureau.   [2008-01-31].
2. ↑  . United States Geological Survey. 2007-10-25  [2008-01-31].

## 外部連結
- City of Monroe （页面存档备份，存于）
- Monroe Historical Society